# Gabriella Hall
Gabriella Hall, geboren als Laura Rosa Saldivar (Los Angeles, 11 november 1966) is een Amerikaanse actrice en model.

## Levensloop en carrière
Gabriella Hall begon haar filmcarrière in 1995 met de erotische thriller Full Body Massage met Mimi Rogers en Bryan Brown. Eind jaren 90 zou ze in verschillende erotische thrillers haar opwachting maken. Hall heeft ook geposeerd voor Playboy.

## Beknopte filmografie
- Full Body Massage, 1995
- Love Me Twice, 1996
- The Erotic Misadventures of the Invisible Man, 1998
- The Exotic Time Machine, 1998
- Virgins of Sherwood Forest, 2000

- Biblioteca Nacional de España: XX4801212
- International Standard Name Identifier: 0000 0000 4585 4502
- Library of Congress Control Number: no99086865
- Virtual International Authority File: 24241673
- WorldCat: E39PBJyxfMDphHqjfP8rRwwXBP